# Dušan Růža
Dušan Růža (25. července 1929 Stará Ves nad Ondřejnicí, Československo – 21. února 1989 Karviná, Československo) byl československý házenkář a reprezentant Československa.

## Život
V roce 1943 nastoupil do učení na strojního zámečníka ve Vítkovicích. Po roce však přešel na vítkovickou Průmyslovou školu strojní, kde v roce 1948 odmaturoval. Po studiu vyučoval na učňáku ve Vítkovicích.

## Sportovní kariéra
S házenou začínal v rodné Staré Vsi. Po nástupu na vojnu hrával v týmu Dukla Praha (1953-59), se kterým získal šest ligových titulů. V roce 1959 odešel do Gottwaldova, kde působil do roku 1964. Poté přestupuje do Baníku Karviná, kde zároveň působí jako trenér dorostu. V sezoně 1971-72 pak dovedl tým mužů Baníku Karviná k ligovému mistrovskému titulu. V roce 1974 vedl československý národní tým na Mistrovství světa v Německu. Krátce působil také na Islandu jako trenér islandského národního mužstva.

## Ocenění
- 1964 – titul zasloužilý mistr sportu[4][5]